# Pireneitega armeniaca
Pireneitega armeniaca är en spindelart som först beskrevs av Brignoli 1978.  Pireneitega armeniaca ingår i släktet Pireneitega och familjen mörkerspindlar.
Artens utbredningsområde är Turkiet. Inga underarter finns listade i Catalogue of Life.